# Foetidia parviflora
Foetidia parviflora är en tvåhjärtbladig växtart som beskrevs av René Paul Raymond Capuron och Jean Marie Bosser. Foetidia parviflora ingår i släktet Foetidia och familjen Lecythidaceae.
Artens utbredningsområde är Madagaskar. Inga underarter finns listade i Catalogue of Life.